# くりぃむしちゅー
くりぃむしちゅーは、チャッターボックスに所属する上田晋也と有田哲平からなる日本のお笑いコンビ。コンビ名の由来は有田の好物であるクリームシチューから。略称は「くりぃむ」。旧コンビ名は「海砂利水魚（かいじゃりすいぎょ）」（海砂利水魚の略称は「海砂利」）。当時キャッチコピーは「おとぼけツインターボ」「邪悪なお兄さん」であった。2人とも熊本県熊本市出身。

## メンバー
上田 晋也（うえだ しんや、1970年5月7日 - ）（55歳）
ツッコミ担当、立ち位置は向かって左。
熊本県熊本市南区出身。熊本県立済々黌高等学校卒業、早稲田大学教育学部国語国文学科中退。既婚で1男1女の父。
血液型O型。身長172cm、体重63kg。顔にしわが多く、天然パーマ。
たとえツッコミ、うんちくを得意としている。
好きな食べ物はお好み焼き。好きな女優は仲間由紀恵。
有田 哲平（ありた てっぺい、1971年2月3日 - ）（54歳）
ボケ担当、立ち位置は向かって右。
熊本県熊本市東区出身。熊本県立済々黌高等学校卒業、立教大学法学部中退。既婚で2女の父。
血液型O型。身長173cm、体重80kg。
プロレスラーのものまねを得意としている。
好きな食べ物はクリームシチュー。好きな女優は菅野美穂。

## 経歴
2人は熊本県立済々黌高等学校の入学式当日に出会い、その後共通の趣味であるプロレスをきっかけに意気投合。揃ってラグビー部へ入部し親交を深める。2人の仲は非常に良く、ラグビー部ではコンビを組んで頻繁に部員を笑わせていた。顧問の先生や部員に面白いあだ名を付けたり、2人が「事件」と呼ぶ数々の笑える出来事が起こった済々黌ラグビー部こそが、くりぃむしちゅーの笑いの原点だったと後に2人は『くりぃむしちゅーのオールナイトニッポン』（ニッポン放送）の中で回想している。当時の上田はいわゆる学校の番長的存在で、有田はその上田に付いていくような感じだった。有田曰く上田は硬派らしく済々黌で初の童貞番長だったとのこと。
有田は高校卒業後、現役で明治大学法学部二部へ合格。浪人が決まった上田から「一緒に早稲田に入ろう」と誘われ、有田は大学には入学せず2人別々の予備校へ通う。1年後に上田は早稲田大学教育学部国語国文学科へ合格するも、有田は早稲田大学には合格できなかった。有田は自分と同じように上田がまた浪人してくれると思っていたが、上田から「お前は立教がいい」と言われたことで上田は早稲田大学、有田は立教大学へ進学した。
大学在学中だった上田は芸人を志す。芸能事務所に送付するための履歴書を書こうと思っていた日に、たまたま同級生（ラグビー部 N氏）の家で有田と再会。話が弾む内に大学の仲間と行った合コンで馴染めなかった愚痴をこぼすように。その中で有田が「こんなことならお笑いでもやってればよかったな」「俺、お笑いやりたい」と言い始め、上田は「マジで言ってんの? 実は俺、今日にでも履歴書を書いて明日お笑い事務所に送るところだった」と偶然の一致により、2人で履歴書を書いて送付することにした。
後日、2人は山口ひろかず（コント山口君と竹田君）が当時代表を務めていた芸能プロダクションを訪ねる。そこで山口は「大学中退して芸能界に入るか、卒業後に改めてチャレンジするか、どっちかに決めたほうがいい」と2人にアドバイスした。その言葉を受けて2人とも大学を中退。上田は竹田高利の、有田は山口の付き人として芸能活動を始める。1991年12月、コンビ『海砂利水魚』を結成。
1992年から放送開始された『ボキャブラ天国』（フジテレビ）シリーズに出演し、爆笑問題やネプチューンなど多くの芸人と共に人気を博す。
2001年10月にコンビ名を『海砂利水魚』から現在のものへ改名（詳細は後述）。
転機となったのは2000年に有田が東貴博（Take2）脚本・主演の東八郎十三回忌追悼公演に出演した際、演出の萩本欽一に自身の不真面目な態度を肯定的に捉えられたことがきっかけでテキトーなキャラクターを確立したことである。更には2003年に上田がバラエティ番組『虎の門』（テレビ朝日）の1コーナー「うんちく王決定戦」で優勝、一躍脚光を浴びる。以降上田は「うんちく王」の称号と共に、薀蓄芸と呼ばれる芸風で数々のメディア出演や執筆活動を行う。「たとえツッコミ」も知られるようになった。有田は上田のブレイクに腐ることなくテキトーキャラでバーター出演をこなしてコンビの露出を増やすとともにピン芸人としての仕事でも認知度を上げていった。そして、再度訪れたお笑いブームの波にも乗って、2004年には多数のレギュラー番組を抱える売れっ子となった。
2004年、ゴールデン・アロー賞放送賞（バラエティー部門）受賞。
2004年10月5日、改名後初の冠番組『くりぃむナントカ』(テレビ朝日)が放送開始。
2004年12月14日、上田が同郷の女性と入籍。『踊る踊る踊る!さんま御殿スペシャル』（日本テレビ）の収録中に発表された。第一子誕生は『おしゃれイズム』（日本テレビ）で藤木直人の口からフライング気味に発表された。
2005年7月5日、改名後初の冠ラジオ番組『くりぃむしちゅーのオールナイトニッポン』（ニッポン放送）が放送開始。
2006年7月13日、ゴールデンタイムでの初の冠番組『くりぃむしちゅーのたりらリでイキます!!』（日本テレビ）が放送開始。
2006年には『24時間テレビ 「愛は地球を救う」』（日本テレビ）のチャリティパーソナリティに初めて抜擢された。
2008年7月、先輩のネプチューンや後輩のチュートリアルと共に出演する『しゃべくり007』（日本テレビ）が放送開始。
2008年12月だけで、ピンとしての出演を含めた11本のレギュラーを合わせると27本もの番組に出演したと報道された。この年以降は自分たちがMCを務める番組が増え、他番組にゲスト出演する機会は少なくなった。
2009年9月、当時所属していたプライムからチーフマネージャー・大橋由佳が設立した芸能事務所「ナチュラルエイト」へ移籍。
2016年12月5日、有田が『しゃべくり007』にて11月29日付で一般女性との入籍を発表した。

## 芸風
デビュー当初はコント重視の作家志向な芸風だった。後に漫才も演じるようになり、コントと漫才を平行する。改名以降はネタ披露の場が減少。単独コントライブも行ってはいたが、ほとんどが海砂利水魚時代の持ちネタであり2003年にファンクラブ解散と同時に中止となる。以降のくりぃむしちゅーのネタは元日放送の『初詣!爆笑ヒットパレード』（フジテレビ）でしか見られないが、それも2008年を最後に行われていない。
漫才では2人で「僕たち、くりぃむしちゅー! あちちっ」と言いながら熱いものを触って耳で冷やす仕草を掴みとして用いる。かつてのツカミは有田が「○○（海砂利水魚に無関係な雑学やあるあるネタ）でおなじみ、海砂利水魚です」というものだった。
漫才やトークの場では有田の「引いたようなボケ」と上田の「たとえツッコミ」「説明ツッコミ」が特徴的。有田の繰り出すボケは少しぼんやりとしていて、それを上田がやや説明的にツッコんで笑いを獲るというパターンが多い。有田のボケは「やや足りないボケ」で、上田のツッコミは「やや過剰なツッコミ」だと言える。デビュー当初はボケとツッコミが逆だった。
冠番組では企画にも参加している。
近年では2人ともコンビ仕事と並行し、それぞれがピン芸人としての活動も行っている（詳しくは上田晋也・有田哲平の項目を参照）。

## 改名の経緯
改名に至った発端となったのは2000年、『新・ウンナンの気分は上々。』（TBSテレビ）におけるさまぁ〜ず（当時バカルディ）との改名対決。
バカルディとは改名対決の前からライバル関係且つ犬猿の仲という設定で、お互い「もう二度と出てくるな」「一緒に出ると好感度が下がる」などと散々言い合っていた。そこで内村光良（ウッチャンナンチャン）により、「それならいっそのこと勝負をつけよう、負けた方には罰を」との提案がなされ、「対決をして負けた方は改名」という対決企画が組まれる運びになった。最初はバカルディが敗北し『さまぁ～ず』に改名させられる。しかし改名後さまぁ～ずは徐々にブレイクし、期間限定改名だったはずがさまぁ～ずとして定着。再びコンビ名改名を懸けたビーチバレー対決が行われるが今度は海砂利水魚が敗北し、『くりぃむしちゅー』にこちらも期間限定で改名する運びとなった。
名前の由来は有田の好物であるクリームシチューから。当初は2人が共通で好きなものを取る選択肢も出たが、字面で一番面白かったためこれを採用した。
さまぁ～ずほど改名は徹底されず、改名後も2つのコンビ名が併用されていた。その半年後に上田がコンビ名をあまり気に入っていなかったことや、コンビ名を変える責任の重さを感じ始めて本人たちも元の名前へ戻すかどうかを迷い始める。ファンを集めた討論会が同番組で行われたものの結局結論は出ず、最終的には内村がビリヤードで落とした球の数字が偶数だったら現状維持、奇数だったら『海砂利水魚』に戻すというゲームを行い、結果14番が落ちてそのまま『くりぃむしちゅー』を名乗ることとなり現在に至っている。
なお、お笑い芸人の看板とも言うべきコンビ名を安易に変えさせてしまった内村はその責任を感じ、その後は両コンビ（特にさまぁ～ず）を自身のレギュラー番組などで積極的に起用していった。これが不遇の時期を過ごしていた両コンビに世間の目に触れる機会を与え、後のブレイクを後押しする形となった。なお、「改名でブレイクした」という世間の認識に対して本人たちは『日経エンタテインメント』（日経BP）のインタビューなどにおいて「改名前から売れ始めていた」と強調。実際、有田のキャラ変によるブレイクは2000年7月の東八郎十三回忌追悼公演『86の13』がきっかけである。上田も『虎の門』のうんちくでブレイクしたため、改名がブレイクには直接つながってはおらず、上田は「さまぁ〜ずはすぐ改名してからブレイクはしてたけども、自分たちのコンビは改名してから仕事は増えず、1年程踠いていた時期はあって周囲から『君らが改名したとしても二番煎じだからどうせ売れないよ』と言われてたけど、『虎の門』辺りで仕事が増え始めた」と述懐している（2021年5月、『太田上田』飯尾和樹出演回より）。また、さまぁ〜ずは逆に「俺たちは改名してから仕事が増えたけど、くりぃむしちゅーは改名してから仕事が増えるまで1年くらいかかったから苦労したと思う」と指摘している。
さまぁ〜ずとは改名対決終了後はほどなく和解したという設定。敵対関係というのはあくまでも番組上での演出またはネタであり、2組は実際に仲が悪いわけでなく『内村プロデュース』『ミドル3』（テレビ朝日）など他の番組では仲良く絡んでいる。2005年4月10日にはTBSで両コンビをメインとした冠特番『世界最強ありえねェ～奇跡の映像バトル!!』（TBSテレビ）で共演。両コンビが改名に揺れていた2001年8月23日には、『ナインティナインのオールナイトニッポン』（ニッポン放送）にさまぁ〜ずと海砂利水魚が揃ってゲスト出演し、お互いのトークで盛り上がっていた。

## エピソード
- 2人の出会いは、番長になることに憧れていた有田が高校へ進学して体育館で隣にいた生徒に意味もなく裏拳を食らわせ、その食らった生徒が上田だったというもの。直後、有田はすぐさま上田のパシリにさせられてしまった。上田はこのエピソードを「あくまでも『説』だ」としている[7]。
- 以前のコンビ名である海砂利水魚は、コント山口君と竹田君によって名付けられたもので、当時伊豆にあったカレー屋さん「海砂利水魚」から。店名の由来は落語であるが、コンビ名の由来に落語は直接関係ない[8]。
- 1991年12月デビューであるため、他の芸人（特に4月にデビューすることが多い吉本所属の芸人ら）との芸歴が曖昧である。そのため、デビューした年でいえばナインティナイン、宮川大輔らNSC大阪校9期生や、よゐこ、日村勇紀（バナナマン）らと同期になるが、比較的芸歴が近いのは1992年デビューのNSC10期生（ジャリズム、メッセンジャーなど）、ココリコ、オアシズなどである。
- デビュー当時に体験した営業の中には、生物展示会でのウーパールーパーの前座があった。
- 元気がない2人に元気な名前をということで、最初は『島原火砕流土石流』というコンビ名を付けられていた。しかし流石にテレビには出られないため、海砂利水魚となった[9]。
- 上田がボケで有田がツッコミを担当していた時代の漫才の映像が流れることがあるが、大抵は1992年に放送された『笑売繁盛!』（日本テレビ）のもの。ネタのツカミは上田が『ムーミン』の主題歌のパロディを歌う内容。
- 海砂利水魚時代、デビューして2〜3か月の営業で楽屋のドアの張り紙に「海砂利水魚 先生」と書かれていた。
- 以前、有田は上田のピン活動を「こそピン（こっそりピン活動の略）」と称してネタにしていたが、有田もピン活動をやるようになってからは以前ほどこのフレーズを使わなくなった。
- 大変コンビ仲が良いコンビとしても知られる。カメラの回っていない楽屋でも2人で会話を交わしたり、コンビ結成以来互いの誕生日にプレゼント交換を行っていたりする[10]。
- テレビ番組での衣装はほとんどの場合スーツ。「普通の服だと華がないから」という理由で制作スタッフやスタイリストから義務付けられているらしい。単発番組や深夜番組などではスーツでない場合もある。
- 2人ともものまねを得意とする。上田は松田優作、大木こだま・ひびき、内田裕也など。有田は長州力、アントニオ猪木、アニマル浜口などプロレス関係の人物が多い。
- かつて『ズバリ言うわよ!』（TBSテレビ）で共演していた細木数子から『グリーン&ピンク』への改名を勧められており、細木はすでに日常においてニックネームとして利用していたとされる。当人たちに変える意思は全くなく、上田が「番組を降りてやる」と激怒しているという記事が一部週刊誌に掲載された。
- 『くりぃむしちゅーのオールナイトニッポン』（ニッポン放送）において上田の長女の名前を募集するも、結局リスナーから送られたもの（千都里（「ちづり」と読ませるがせんずりとも読める）、素股、デリヘルなど）は採用しなかった。
- 1994年から1995年頃、地元熊本の情報誌（月刊タウン情報クマモト、通称タンクマ）に2ページにわたり連載していた時期がある。
- 2003年7月から『痛快!明石家電視台』（毎日放送）の準レギュラーを務めているが、2010年3月8日放送分までほぼ1年間出演がなかった時期もある。その理由は新番組『SUPER SURPRISE』（日本テレビ）が収録日と重なって番組を降板していたため。新番組が1年で終了したことで再び準レギュラーとして復帰している。ちなみに『SUPER SURPRISE』については、「1年しかもたない」と明石家さんまから予言されていた[11]。
- 2004年7月21日に発売された餓鬼レンジャーのアルバム『ラッキー・ボーイズ』の1曲目「THE INTRO」でfeat.くりぃむしちゅーとして参加していて、餓鬼レンジャーをネタに漫才のようなものを披露している。8曲目「Call (skit)」では有田が高田延彦のものまねを披露している。
- 2007年秋に地元の焼酎メーカーである高橋酒造のCMに出演。「地元・熊本県知事選立候補を打ち明けた上田は有田に諭されてお笑いに専念すると約束するが、翌日のテレビ番組で有田が県知事選立候補を発表した」という内容。上田本人は「絶対に出ないし、出ても落ちる」と苦笑している。2008年3月に熊本で県知事選が行われるため、不謹慎との理由から九州地区内での放映が自粛されることになった。3月から選挙と無関係な新バージョンが開始された。
- 2011年3月11日に発生した東日本大震災の義捐金を寄付した[12]。
- 2012年夏、熊本大会で優勝した済々黌野球部に甲子園への金300万円を寄付した。
- 2016年4月14日に発生した熊本地震への義援金を寄付するために熊本復興支援チャリティトークライブを不定期開催している[13]。
- 冠番組やMCの番組を数多く持ってからは明石家さんまや島田紳助[注 3]といった関西お笑い界の名司会者との共演は少なからずあったものの、ダウンタウンとの共演は遠ざかっている。なお『ダウンタウンのガキの使いやあらへんで!』（日本テレビ）のコーナーの1つである七変化に有田が挑戦したことはある。2021年10月2日放送の『お笑いの日』（TBSテレビ）では有田がダウンタウンと16年振りに共演を果たした[14]。

## 影響
- 若林正恭（オードリー）は学生時代に海砂利水魚のライブへ通い[15]、2019年10月1日放送『太田上田』（中京テレビ）には若林が自ら番組出演を逆オファーしていたと紹介された[16]。

## 出演
以下、くりぃむしちゅーとしての出演番組を記載。個別での出演番組は、上田晋也・有田哲平の項目を参照。 

### テレビ番組

#### レギュラー番組
現在の出演番組
- しゃべくり007（2008年 - 、日本テレビ） - 上田：進行
- くりぃむクイズ ミラクル9（2012年 - 、テレビ朝日） - 上田：司会、有田：キャプテン
- 今夜はナゾトレ（2016年 - 、フジテレビ） - 上田：司会、有田：解答者[17]
- くりぃむナンタラ（2021年 - 、テレビ朝日）
- くりぃむしちゅーの熊本どぎゃん!?（2024年4月12日 - 、熊本県民テレビ）

過去の出演番組
- NHK教育テレビ
  - スクール五輪の書 社会の巻「現代仕事ファイル」（1999年 - 2000年） - MC
- 日本テレビ
  - 世界一受けたい授業（2004年 - 2024年） - 上田：教頭先生（進行）、有田：学級委員長
  - 速報!歌の大辞テン - 不定期出演
  - 所さんの日本ジツワ銀行（2002年 - 2003年）- 不定期出演
  - 謎を解け!まさかのミステリー（2003年 - 2006年） - 不定期出演
  - SUPER SURPRISE （2009年 - 2010年）- 月曜MC
  - くりぃむしちゅーのたりらリラ〜ン（2005年 - 2006年）
    - くりぃむしちゅーのたりらリでイキます!! （2006年 - 2007年）

  - 未知の世界を撮りたい 驚き㊙映像ハンター!ドリームビジョン（2007年4月 - 9月） - 司会
  - スター☆ドラフト会議（2011年 - 2013年） - MC
- テレビ朝日
  - GAHAHA王国（1994年）
  - お笑い向上委員会 笑わせろ!（1998年）（初レギュラー[18]）
  - 虎の門
  - 銭形金太郎（2002年 - 2007年） - メインサポーター
  - くりぃむナントカ（2004年 - 2008年）
    - SOFTくりぃむ（2011年 - 2012年）
    - GORIGORIくりぃむ（2012年）
    - GARIGARIくりぃむ（2012年 - 2013年）
    - GURIGURIくりぃむ（2013年）
    - GIRIGIRIくりぃむ企画工場（2013年 - 2014年）
    - くりぃむナンチャラ（2014年 - 2020年）
    - にゅーくりぃむ（2020年 - 2021年）

  - 知って見て得する情報バラエティ シルシルミシル（2008年 - 2011年） - MC
    - 知って見て得する情報バラエティ シルシルミシルさんデー（2010年 - 2014年） - MC

  - オドロキ見たいテレビ びっくりぃむ（2014年 - 2015年） - MC
  - 日本人の3割しか知らないこと くりぃむしちゅーのハナタカ!優越館（2015年4月 - 2021年9月） - MC
- TBS
  - じょんのび
  - アッコにおまかせ!
  - 王様のブランチ（1996年 - 2000年）- 中継リポーター
  - 全員正解あたりまえ!クイズ - 準レギュラー
  - 未来ナース（1998年 - 2001年）
  - ズバリ言うわよ!（2004年 - 2008年）
  - 大御所ジャパン! （2008年4月 - 8月） - 司会
  - 時短生活ガイドSHOW（2009年 - 2010年） - MC:上田、中継リポーター:有田
- テレビ東京
  - ザ・スターボウリング（1997年 - 1998年） - 司会
  - 海砂利酔魚館（1998年）
  - 64マリオスタジアム
- フジテレビ
  - ボキャブラ天国シリーズ（1994年 - 1999年）- 3代目名人。キャッチコピーは「おとぼけツインターボ」→「邪悪なお兄さん」。
  - 新品部隊（1995年10月 - 1996年3月）
  - SMAP×SMAP（1996年 - 1997年）- コントによく出演していた。
  - 明石家マンション物語（1999年 - 2001年）
  - ロバートホール → ロバートホール水（2003年 - 2004年）
  - リチャードホール（2004年 - 2005年）
  - ブンブンサタデー「ヴァケスケ」（2005年 - 2006年）
  - くるくるドカン〜新しい波を探して〜（2006年4月 - 9月）
    - カワズ君の検索生活（2006年10月 - 2007年3月）

  - ペケ×ポン（2007年 - 2016年） - 主に司会
  - 人気者から学べ そこホメ!?（2016年4月 - 8月）[19]
- 朝日放送
  - カルチャーGパーティー - 準レギュラー
  - くりくりぃむ（2004年4月 - 2005年3月）
    - 週くりぃむ（2004年4月 - 2005年3月）

  - 笑いの金メダルシリーズ（2004年 - 2007年） - 司会
- その他
  - 爆笑BOOING（5週勝ち抜きチャンピオン、関西テレビ）
  - ゴッターニ!（1995年 - 1997年、東海テレビ）
    - フィル・ソ・ファ（1997年 - 1998年、東海テレビ）
    - ハニーとダーリン（1998年、東海テレビ）

  - 月曜日が待ち遠しい! （1996年 - 1998年、東海テレビ）
  - 海砂利水魚のふるさとBAN!BAN! （1997年10月 - 1998年、TXN九州、月1回土曜夜）
  - 新西遊記（2000年 - 2002年、NNN・NNS系列局）
  - クイズで公認!恋のおやジルシ（2000年 - 2002年、東海テレビ）
  - 熱中!海ジャリ学院（2000年 - 2001年、テレビ静岡）
  - ばちこい!（2001年 - 2005年、瀬戸内海放送）- 司会
  - ろみひー（中京テレビ）
  - 痛快!明石家電視台（2003年 - 不明、毎日放送） - 準レギュラー

#### 特番
現在
- FNS27時間テレビ（2004年7月24日 - 2013年8月4日・2023年7月23日 - 、フジテレビ）「ペケ×ポン」→」今夜はナゾトレ」MC
- くりぃむしちゅーの!THE★レジェンド（2014年11月10日 - 、日本テレビ） - 上田：MC 有田：パネラー
- マル日後にわかるホント（2023年10月15日 - 、日本テレビ）

過去
- オールスター感謝祭（1995年9月30日 - 2004年10月2日、TBS）
- 新春かくし芸大会（1998年1月1日・1999年1月1日・2005年1月1日、フジテレビ）
- 爆笑そっくりものまね紅白歌合戦スペシャル（2000年12月26日 - 2004年9月28日、フジテレビ）
- 史上最強のメガヒット カラオケBEST100 完璧に歌って1000万円（2002年3月28日・9月23日、テレビ朝日）
- 電撃!GAMEしちゅー（2003年1月3日、テレビ東京）- MC
- 日本人にはわかるめェ!これが世界の罪と罰（2003年4月26日・11月14日、TBS） - MC
- 渋谷発!生くりぃむネット（2003年5月10日、テレビ朝日）- MC
- 火曜特番「くりぃむしちゅーSP」（2003年7月6日・13日、TBS） - MC
- 世界(珍)TVウォッチ! ～超びっくり映像を追跡せよ!～（2003年7月27日・9月20日、フジテレビ） - MC
- クイズ!卒アルプロファイリング（2003年9月19日・2004年12月27日、TBS） - MC
- くりぃむしちゅーのもう一度だけいい夢見させて!（2003年9月26日・12月30日、テレビ朝日）- MC
- ザ・ブレインサミット 激突!日本の超頭脳!（2004年3月16日・10月12日、毎日放送）
- 深夜の星「くりぃむしちゅーのヲタクイズ」（2004年3月19日、TBS） - MC
- 緊急生放送(秘)人体実験霊長類ヒト科最高IQ上田晋也の脳に迫る!!（2004年3月26日、テレビ朝日） - 上田：霊長類ヒト科最高IQ 有田：MC
- くりぃむしちゅーSP アノ有名人の私生活…勝手に演じちゃいました!!（2004年5月3日・7月6日、TBS）- MC
- スーパーフライデー「若手芸人は見た! 実録(秘)芸能界」（2004年6月18日 - 2005年5月29日、TBS） - 司会
- 新説!歴史将軍（2004年6月26日、フジテレビ） - 進行
  - マツケン&くりぃむの珍説! 奇天烈学会（2004年11月21日、フジテレビ） - 進行
- くりぃむしちゅーの絶対使えるドライブツアー!!（2004年6月27日・12月28日・日本テレビ）- MC
- ニューカマーズ「マジックリィムSHOW」（2004年7月11日、フジテレビ） - MC
- くりぃむしちゅーの見たいTV（2004年9月21日 - 2005年1月、フジテレビ）- MC
- くりぃむしちゅーのたりらリラ〜ン（2004年10月3日、日本テレビ）- MC
- 痛快!世界をダマした華麗なるサギ師たち!（2004年10月3日、TBS）- MC
- ミドル3（2004年10月5日 - 2007年1月4日、テレビ朝日）
- 特注!オーダーメイドマジック あの有名人を驚かせろ!（2004年12月28日、テレビ朝日）- MC
- お笑い!!ゆく年くる年（2004年12月31日 - 2006年12月31日、テレビ朝日）
- 超豪華!芸能人初暴露マチャミくりぃむ旅館大新年会スペシャル!（2005年1月1日、TBS）- 番頭
- お宅は日本で第何位?くりぃむしちゅーの!テレビ奥様国勢調査（2005年1月4日、TBS） - 司会
- ネプチューン&くりぃむしちゅーのラスベガスに行くのは誰だ?シルク・ドゥ・ソレイユってスゴイぞスペシャル!（2005年1月9日、フジテレビ）
- 未知の世界を撮りたい 驚き(秘)映像ハンター!ドリームビジョン（2005年1月9日 - 2007年12月20日、日本テレビ）- 主任
- グッチ裕三&くりぃむしちゅーの極楽ビンゴツアー（2005年2月5日、日本テレビ）
- お笑い芸人歌がうまい王座決定戦スペシャル（2005年3月1日 - 2013年7月2日、フジテレビ） - 司会
- 明石家ジャパン（2005年3月10日・10月21日、朝日放送） - マネージャー・ プレゼンター
- くりぃむしちゅーのどっきり大作戦（2005年3月29日 - 2009年10月10日、日本テレビ）- 司会
- 世界最強ありえねェ〜 奇跡の映像バトル!!（2005年4月10日、TBS）- 司会
- くりぃむ・鶴瓶・ロンブーのゆく年くる年への道SP （2005年6月11日、テレビ朝日）
- くりぃむしちゅーの!お笑い世界征服宣言!夢のラスベガス（2005年7月30日、TBS）- MC
- くりぃむの天才アスリートの作り方（2005年9月30日・2006年4月7日、テレビ朝日）- MC
- 新春 鶴瓶大新年会（2006年1月1日 - 2008年1月1日、フジテレビ）
- くりぃむしちゅーSP 新感覚ひらめきクイズ QUIZ1and1（2006年1月11日、テレビ朝日）- MC
- 明石家さんまのフジテレビ大反省会（2006年3月30日・2013年8月4日、フジテレビ）
- 明石家くりぃむランド 〜新キャラの王国〜（2006年7月14日、朝日放送）- MC
- 世界の最高品をお買い物!!くりぃむしちゅーの満漢全席ショッピングアワー（2006年7月22日、TBS） - 司会
- 24時間テレビ 「愛は地球を救う」（2006年8月26日 - 2020年8月23日、日本テレビ）- 番組パーソナリティー→朝まで生しゃべくり007 MC。20年はそれぞれ別のコーナーでMCとして出演。
- 芸人魂!ガチレース（2006年12月15日 - 2007年9月28日、朝日放送） - 司会
- ぶっちゃけトークバトル 〜告発のゆくえ芸能人SP〜（2006年12月24日・2007年9月23日、フジテレビ）- 上田：論客 有田：検事
- SPORTS★LEGEND（2006年12月30日 - 2007年12月6日、日本テレビ）- 司会
- モクスペ（日本テレビ）
  - 華麗なる美食家 〜5人が美味い!と言ったら1000万円〜（2007年6月28日）- 司会
  - 冒険!絶景!珍道中! 世界超豪華鉄道でGO!! （2008年4月10日）- 司会
  - 芸能界6500人完全集計 クイズ!スター大図鑑（2008年5月15日）- 司会
  - くりぃむ世界㊙特ダネ仰天そのウソ・ホント 〜トゥルーマン・ショー〜（2008年10月30日）- 司会
- 世界!!キテレツ超人大賞（2007年8月5日、朝日放送） - MC
- 告発!10人の怒れる芸能人（2007年9月29日、フジテレビ）- MC
- くりぃむしちゅーの世界初!未来デパート 見たら絶対ほしくなる㊙新商品カタログSP（2007年12月26日、テレビ朝日）- MC
- お笑いDynamite!（2007年12月28日 - 2011年12月29日、TBS） - 上田：紅組キャプテン 有田：白組キャプテン
- 年度検定（2007年12月31日 - 2008年10月6日、フジテレビ）- 司会
- カワズ君の検索生活 2008年の初めに全力検索!一番見たい動画がここにあるSP（2008年1月1日、フジテレビ）
- おとぎ話ウォッチング いまどきのコドモ大賞（2008年1月3日、フジテレビ） - MC
- 芸能人ウワサの美人妻顔出し解禁100連発スペシャル（2008年1月3日、日本テレビ） - MC
- KAT-TUNの先輩教えて下さい! 大人のオキテ100ア〜ンドくりぃむ（2008年1月12日 - 2010年1月6日、日本テレビ）- MC
- 日本テレビ開局55年記念特別番組 女たちの中国（2008年2月11日 - 10月13日、日本テレビ） - MC
- キャッシュキャブ（2008年3月8日 - 12月2日、フジテレビ） - 司会
- さんま&くりぃむの芸能界㊙個人情報グランプリ（2008年7月4日 - 2014年8月2日、フジテレビ） - 司会
- 宝くじの日記念 緊急発表! 宝くじランキング研究所（2008年9月2日、日本テレビ）- 司会
- 世界最強の勇者たち（2008年9月27日 - 2013年3月30日、日本テレビ） - 司会
- 衝撃の映像100連発 世界の“ヘン”なものグランプリ（2008年10月3日、TBS） - 司会
- くりぃむ・イン・上海 〜美女とめぐるグルメと歴史の旅〜（2008年10月12日、日本テレビ）
- ドニーチョ!（TBS）
  - 世界リアル すごろく旅“ダイストラベラー”（2008年12月7日）- 司会
  - 時短生活ガイドSHOW（2008年12月13日）- 上田：MC  有田：中継リポーター
- プレゼントバラエティ聖者の選択 クリスマスイブイブSP（2008年12月25日、TBS） - MC
- FNS2008年クイズ!!（2008年12月31日、フジテレビ）- 司会
  - FNS人気番組対抗!オールスタークイズ（2009年12月15日・2010年7月6日、フジテレビ）- 司会
- 歴史冒険ミステリー 世界のピラミッド徹底解剖!!人類史上最大の謎を解けスペシャル!（2009年1月2日、TBS） - 司会
- 突撃!地Qウォーカー 〜マイク片手に68億人大調査〜（2009年9月9日、毎日放送） - MC
- マンガみたいな本当の話（2010年4月8日・9月30日、日本テレビ） - MC
- くりぃむしちゅーの夢の(秘)超極上品!公開お見立てSHOW（2010年5月20日、TBS） - MC
- 明日使える!ジャパニーズジョークSHOWテッパン（2010年9月29日、日本テレビ） - MC
- サタデーバリューフィーバー「スター☆ドラフト会議」（2010年12月18日、日本テレビ） - 司会
- くりぃむ記者は見た!クーザが100倍面白くなる(秘)スクープ（2011年1月22日、フジテレビ）- 記者
- くりぃむしちゅーの最強アイドル大百科（2011年4月2日・10月1日、日本テレビ） - MC
- 採用試験バラエティー 嗚呼!あこがれのお仕事 なるには王国（2011年9月22日、読売テレビ） - 大臣
- 銭形金太郎スペシャル（2011年9月28日 - 2017年5月3日、テレビ朝日） - メインサポーター
- ソフトくりぃむ直前緊急特番 上田晋也は大丈夫かSP（2011年9月30日、テレビ朝日）
- クイズダービー2012（2012年4月17日、TBS） - 上田：MC 有田：ギャンブラー
- 情報ライブミヤネ屋 新春しゃべくりスペシャル（2013年1月4日、読売テレビ）
- 日テレ系人気番組No.1決定戦（2013年4月7日 - 2020年10月10日、日本テレビ） - ブロックMC
- メールのぞき見バラエティ 夜行性くりぃ虫（2013年7月12日、フジテレビ） - MC
- シャガイ(秘)（2013年10月4日、テレビ朝日） - MC
- くりぃむしちゅーのまいったなぁ互助会（2013年11月9日、テレビ朝日） - MC
- くりぃむしちゅーのLOVE!アスリート（2013年11月11日、日本テレビ） - MC
- 今年スゴかった人 全員集合テレビ2013（2013年12月31日 - 2014年1月1日、テレビ朝日） - 司会
- お迎えなんてまだ早い!最強ご長寿グランプリ2014（2014年5月3日、日本テレビ） - MC
- フェルミNo.1決定戦（2014年5月11日、フジテレビ） - MC
- 芸能界もしもアワード びっくりぃむ（2014年5月25日 - 10月5日、テレビ朝日） - 司会
- くりぃむしちゅーのヒューマンルーレット（2014年9月28日・2015年5月30日、日本テレビ） - MC
- 覗いてみた3つのドア（2014年12月30日、テレビ朝日） - 司会
- くりぃむVS林修!クイズサバイバー（2014年12月31日 - 2018年12月20日、テレビ朝日） - 芸能人チーム リーダー
- くりぃむしちゅーのテレビでは見せない芸能人年末イベント全部見せます!（2015年1月2日、フジテレビ） - MC
- 日本人の3割しか知らないこと ワリサン（2015年1月9日、テレビ朝日） - MC
- プロが唸るプロの仕事 くりぃむしちゅーのニッポンのベテラン（2015年1月25日、テレビ朝日） - MC
- くりぃむしちゅーの歴史新発見 信長59通の手紙を解読せよ!（2015年2月12日、日本テレビ） - MC
- カスペ!「くりぃむの地球ムチャ街日記!!」（2015年2月24日、フジテレビ） - MC
- 世界は楽しいナゾだらけ!今夜はナゾトレ（2016年10月19日、フジテレビ）- 上田：司会 有田：解答者
- 芸能界最強!お笑いマニア王決定戦（2017年1月3日、テレビ朝日） - MC
- 全国好きな嫌いなアナウンサー大賞（2017年5月12日 - 2019年5月10日、日本テレビ） - MC
- くりぃむしちゅーの掘れば掘るほどスゴイ人（2017年9月4日 - 2021年6月30日、日本テレビ） - 司会
- ゲストはくりぃむ（2018年1月5日、テレビ朝日）
- NHK×日テレ同時生放送 テレビ65年 スポーツのチカラ（2018年9月22日、NHK総合・日本テレビ） - MC（日テレ側）
- おらが県ランキング ダイナンイ!?（2018年10月4日 - 2019年9月19日、テレビ朝日） - MC
- ふるさとトークバラエティ くりぃむしちゅーのぎゃん!行ってぎゃん!行ってぎゃん!!（2018年10月12日、熊本県民テレビ） - MC
- くりぃむZONE ★上田&有田&本田翼を面白がらせたらお年玉!★（2019年1月2日、テレビ朝日）- MC
- 訳あって…東京に住むのやめました（2019年1月5日、日本テレビ） - MC
- くりぃむしちゅーのこれこそNo.1（2020年12月23日・2021年5月6日、テレビ朝日） - MC
- #ワンチャン賭けとくぅ?（2021年4月3日・6月16日、テレビ朝日） - MC
- くりぃむの予想番組(仮)（2021年4月4日、テレビ朝日）- 予想屋
- 日テレ系人気番組 春秋のコラボSP!（2021年4月4日 - 2023年10月21日、日本テレビ） - ブロックMC
- くりぃむいいね!（2021年8月21日、テレビ朝日）- MC
- 日テレ系 春の特別授業SP（2022年4月2日、日本テレビ） - 上田：前半ブロックMC 有田：後半ブロックMC
- 先にできたら勝ち（2022年9月14日、テレビ朝日） - MC
- 土曜プレミアム（フジテレビ）
  - 芸能界 ウケたから残して映像グランプリ（2024年1月27日）- 上田：MC 有田：審査委員長
    - 芸能界ウケ宝映像グランプリ（2025年4月26日）- 上田：MC 有田：審査委員長
- テレビ朝日開局65周年特番 MC芸人・奇跡の一夜 よくぞ集まったSP!!（2024年2月17日、テレビ朝日）- コーナーMC
- くりぃむカズvs100人のジーニアス 芸能人の天才vs世界の天才!!（2024年3月27日、日本テレビ）
- 18年ぶり復活!くりぃむしちゅーのベタドラマ（2024年4月3日、日本テレビ）- MC
- 世界一受けたい授業（2025年3月1日、日本テレビ） - 上田：教頭先生 有田：学級委員長

### テレビドラマ
- 三姉妹探偵団（1998年1月 - 3月、日本テレビ）
- タクシードライバーの推理日誌 (12) 殺意のハンドル（2000年1月22日、テレビ朝日）- 共に警察官役で出演
- スタイル!（2000年10月～12月、テレビ朝日）有田が牛膝ジュン役で出演、上田は最終話のみゲスト出演（お客役）
- 日本のこわい夜〜特別篇（2005年8月24日、TBS） - 主演（司会）・本人 役
- 零のかなたへ 〜THE WINDS OF GOD〜（2005年9月10日、テレビ朝日）
- 和田アキ子殺人事件（2007年2月12日、TBS）
- 4400 未知からの生還者 シーズン4 第11話「機械の中のゴースト」（2007年8月26日（アメリカでの放送日）、USAネットワーク）- 共に日本の捜査官役でエキストラ出演
- デカ007（2010年4月26日、日本テレビ）

### ラジオ番組
- 宮川賢の誰なんだお前は!?（1998年4月 - 1998年9月、TBSラジオ）
- 女子高生サイコー!?裁判SHOW!! 女子高生トェンティイショック（1995年9月 - 1996年4月、ニッポン放送）
- 海砂利水魚のディスコ・ザ・ガマ（1996年4月 - 1997年3月、ニッポン放送）
- くりぃむしちゅーのオールナイトニッポン（2005年7月 - 2008年12月、2016年6月17日・2016年12月6日・2017年5月29日・2018年8月31日・2020年9月22日・2021年5月5日・2023年2月19日、ニッポン放送）
- 海砂利水魚の本気汗（1999年10月 - 2000年9月、CBCラジオ）
- 海砂利水魚のタングショー（2000年10月 - 2001年9月、CBCラジオ）
- 海砂利水魚のラジオdeえびたい（1998年1月 - 1998年12月、TOKYO FM）[20]
- 海砂利 Laugh Soul 〜笑う魂〜（1999年4月 - 2003年3月、TOKYO FM）
- 海砂利水魚の解禁ラジオ（2000年4月 - 不明、有線放送ラジオ）

### テレビCM
- 熊本自動車学園（熊本限定ローカルCM）- 海砂利水魚時代からのCMで、若かりし頃の姿が見られる。
- 熊本県国勢調査広報CM
- スターフォックス64 （1997年、任天堂）- 広末涼子と共演。
- 超魔神英雄伝ワタル まぜっこモンスター2 - （1998年）
- いつでも!にゃんとワンダフル（1998年、バンプレスト）
- アデランス（2002年）- 吉岡美穂と共演。
- J.LEAGUE プロサッカークラブをつくろう!'04 うんちく編（2004年、セガ）- 主に出演しているのは上田。
- タカラcanチューハイ 辛口OK（2005年3月 - 、宝酒造）
- ハービー/機械じかけのキューピッド（ウォルト・ディズニー・ピクチャーズ、コロンビア ピクチャーズ）
- 「羽田へ直結、京急。」 テレパシー編・ロケ移動編（京浜急行電鉄）- ポスターではこの他にも、京急についてのうんちくを紹介する「京急うんちく王（キング）」に2人が登場している。
- 4400 未知からの生還者（2006年12月 - ）
- 高橋酒造（2007年10月 - 放送休止中(関東地区を除く)）- 上田および有田が実際に熊本県知事選に立候補したという誤認を避けるため、関東地区以外の地方での放送をしばらく休止することとなった。投票日当日から知事選とは関係のない内容の新作で放送再開。
- ソルマック（2010年11月 - 、大鵬薬品工業）
- ユーキャン（2011年1月 - ）
- ハウス食品（2011年1月）- シチューとカレーの2種類。シチューは大寒にちなみ、カレーは1月22日がカレーの日にちなんでいる。
- FIRE（2012年3月、キリンビバレッジ）
- 城南建設「住宅情報館」（2012年4月 - ）- 橋本環奈、lolと共演。
- ソニー損保（2016年 - 2017年7月21日）- 唐田えりかと共演。『研究所』篇、『大講堂』篇、『情報番組』篇に出演[21]。
- ローソン（2018年）

### ラジオCM
- 「羽田へ直結、京急。」 ロケ移動編（2004年 - 、京浜急行電鉄）
- 米焼酎 白岳・しろ（2007年12月 - 2008年9月、高橋酒造）- 『くりぃむしちゅーのオールナイトニッポン』の生放送当日にニッポン放送のスタジオで収録。2007年の福岡国際マラソン実況中継で全国で放送されたこともある。月曜日から金曜日までの各5バージョンがあり、各曜日に対する有田のグチ・ぼやきに上田がツッコむのがパターンになっている。

### 映画
- エイジアン・ブルー 浮島丸サコン（1995年、平安建都1200年映画を作る会、シネマ・ワーク）
- パローレ（2004年、ミューズ・プランニング、ケイズ・ピクチャーズ） - 前田哲監督作品

### 音楽
- 餓鬼レンジャー「ラッキー・ボーイズ」（2004年7月21日、ビクターエンタテインメント）- 1曲目のINTRO、9曲目のSkit（こちらは有田のみ）に客演として参加。
- ハイウェイほっとミュージック 冬の関越道・北陸道を完全ドライブJH 日本道路公団企画ものCD又はカセット

## 著書・DVD・ゲーム・ディスコグラフィ

### 著書
- 海砂利水魚の作文（1998年7月発売、双葉社）
- 海砂利水魚の教科書（1999年6月発売、ソニー・マガジンズ）
- くりぃむしちゅー語入門（2004年9月発売、アスコム）
- くりぃむしちゅーのあなたはどっち? （2004年9月発売、マガジンハウス）
- くりぃむしちゅーの人間関係のゴタゴタをまる〜くごまかすお笑い護身術（2005年7月発売、ソニー・マガジンズ）

### DVD
- 海砂利水魚 単独LIVE 「アントニオ」 （2007年4月発売、ジェネオン エンタテインメント）
- 海砂利水魚 単独LIVE 「ジャイアント」 （2007年4月発売、ジェネオン エンタテインメント）

### ゲーム
- くりぃむしちゅーも観ながらいろいろゴチャゴチャ言ってますけども…笑いのタマゴLサイズ（おひとり様何回でも） （2006年、ハドソン）
- パチスロ くりぃむしちゅー（2007年、ロデオ）[22]

### ディスコグラフィ
- ココロ花（2005年）- 「笑金オールスターズ」名義でリリース。